# Эльблонгское воеводство
Эльблонгское воеводство (пол. województwo elbląskie) — существовавшее в Польше в период 1975—1998 годов как основная единица административного деления страны. 
Одно из 49 воеводств Польши, которые были упразднены в итоге административной реформы 1998 года. Занимало площадь 6103 км². В 1998 году насчитывало 495 100 жителей. Столицей воеводства являлся город Эльблонг.
В 1999 году территория воеводства отошла частью к Поморскому воеводству и частью к Варминьско-Мазурскому воеводству.

## Города
Города Эльблонгского воеводства по числу жителей (по состоянию на 31 декабря 1998 года):
| 1. Эльблонг (129 782) 2. Квидзын (39 560) 3. Мальборк (39 256) 4. Бранево (18 865) 5. Пасленк (12 516) 6. Штум (10 930) 7. Новы-Двур-Гданьский (10 462) 8. Орнета (9837) 9. Прабуты (8125) | 1. Дзежгонь (5653) 2. Суш (5600) 3. Новы-Став (3896) 4. Пененжно (2975) 5. Толькмицко (2766) 6. Фромборк (2528) 7. Киселице (2222) 8. Млынары (1844) 9. Крыница-Морска (1376) |

## Население
| Год       | 1975    | 1980    | 1985    | 1990    | 1998    |
| Население | 422 700 | 441 500 | 466 600 | 478 900 | 495 100 |